# SV Viktoria Allenstein
Sportverein Viktoria Allenstein 1916 e. V. – niemiecki klub piłkarski z siedzibą w Olsztynie (niem. Allenstein). Istniał w latach 1916–1945.

## Historia
Klub został założony w 1916 roku i występował w niższych klasach rozgrywkowych, z wyjątkiem sezonu 1925/1926, kiedy to występował najwyższej lidze regionalnej Baltenverband (bałtycki związek piłki nożnej). W 1933 roku wszedł w skład nowo utworzonej Gauligi (grupa Ostpreußen), będącej wówczas najwyższą ligą. Spędził w niej pięć sezonów, a następnie spadł z ligi w wyniku reorganizacji polegającej na połączeniu grup Gauligi – Allenstein, Danzig, Gumbinnen oraz Königsberg w jedną dywizję i zmniejszeniu liczby drużyn uczestniczących w rozgrywkach z 28 do 10. Następnie połączył się z SV Allenstein i w sezonie 1939/1940 pod nazwą SG Allenstein ponownie wziął udział w rozgrywkach Gauligi. W 1940 roku Viktoria Allenstein na nowo stała się niezależnym klubem. Nie wróciła już jednak do Gauligi, a w 1945 roku w wyniku przyłączenia Olsztyna do Polski, klub został rozwiązany.

## Występy w Gaulidze
| Liga                                                | Sezon     | Pozycja |
| --------------------------------------------------- | --------- | ------- |
| Gauliga (grupa Ostpreußen) Gruppe II                | 1933/1934 | 4.      |
| Gauliga (grupa Ostpreußen) Gruppe II                | 1934/1935 | 7.      |
| Gauliga (grupa Ostpreußen) Bezirksklasse Allenstein | 1935/1936 | 3.      |
| Gauliga (grupa Ostpreußen) Bezirksklasse Allenstein | 1936/1937 | 5.      |
| Gauliga (grupa Ostpreußen) Bezirksklasse Allenstein | 1937/1938 | 4.      |